# Xian Ni
Xian Ni (кит. трад. 仙妮, упр. Xiānnī, пиньинь Ксяньни, англ. Princess Jeannie) (до 1994 года — Константин Станюкович) — комфортабельный четырёхпалубный теплоход типа Дмитрий Фурманов, проект 302МК/BiFa129M, построенный на немецкой судоверфи Elbewerft Boizenburg в Бойценбурге, в ФРГ в 1991 году. Судно было названо в честь русского писателя Константина Станюковича.

## История
Судно под заводским номером 304 было построено в октябре 1991 года на верфи Elbewerft Boizenburg GmbH в Бойценбурге, ФРГ по заказу Московского речного пароходства, однако в СССР поставлено не было в связи с несоблюдением условий контракта. Три судна серии 302МК приобрела китайская компания Regal China Cruises. Вместе с Константином Станюковичем в длительное путешествие на Дальний Восток отправились Аркадий Гайдар и Александр Грин. В 1994 году суда-близнецы получили новые имена Xian Ni (Princess Jeannie), Xian Na (Princess Sheena) и Xian Ting (Princess Elaine)  и эксплуатируются компанией Regal China Cruises на реке Янцзы.

## На борту
К услугам пассажиров 146 кают, из них 10 двухкомнатных класса «Люкс» со спальней и отдельной жилой комнатой, кухонный уголок оборудован холодильником и мини-баром, ванная с душем и биде. В каюте установлен телевизор, телефон. 14 однокомнатных кают класса «Люкс» с холодильником, ванная с отдельным душем. 114 кают имеют по две кровати, холодильник, ванную с отдельным душем и панорамные внешние окна. Для гостей для отдыха распахнуты двери Misty Lounge с библиотекой и помещением для игр, ресторана Emperor’s Dining Room, танцплощадка Jade Ballroom, Lotus Bar.